# Bihastina subviridata
Bihastina subviridata är en fjärilsart som beskrevs av George Thomas Bethune-Baker 1915. Bihastina subviridata ingår i släktet Bihastina och familjen mätare. Inga underarter finns listade i Catalogue of Life.